# Beipiaosaurus inexpectus
Beipiaosaurus inexpectus Xu et al., 1999 era un dinosauro appartenente alla famiglia Therizinosauridae, vissuto durante il Cretacico inferiore (Aptiano, circa 125-124 milioni di anni fa), i cui resti fossili sono stati rinvenuti in Cina. Prima della scoperta di Yutyrannus (suo contemporaneo) è stato uno dei più grandi teropodi piumati.
L'esatta classificazione della famiglia Therizinosauridae, in passato, è stato oggetto di numerosi dibattiti tra gli esperti, riguardo alle loro insolite caratteristiche. Pur essendo teropodi, infatti, questi animali possedevano denti simili a quelli dei prosauropodi, ciò indica una dieta erbivora (a differenza della maggior parte dei teropodi come l'Allosaurus o il Tyrannosaurus). Essendo considerato un therizinosauride primitivo, il Beipiaosaurus possiede caratteristiche che suggeriscono che tutti i therizinosauridi, erano imparentati più strettamente con i teropodi coelurosauri, che con i sauropodomorfi o gli ornitischi, come si credeva una volta.

## Descrizione
Il Beipiaosaurus arrivava ad una lunghezza di circa 2,2 metri e un'altezza di circa un metro. Fino alla scoperta dello Yutyrannus è stato uno dei più grandi teropodi piumati.
Essendo un membro primitivo dei Therizinosauridi, i piedi del Beipiaosaurus posseggono solo tre dita, mentre i therizinosauridi più evoluti ne avevano quattro. Ciò rafforza l'ipotesi sulla discendenza dei therizinosauridi da antenati teropodi, caratterizzati appunto da zampe con tre dita. Il Beipiaosaurus possedeva ,inoltre, una testa più grande (in proporzione al corpo) di qualsiasi altro therizinosauride. La bocca di questo animale era costituita da un becco sdentato e, posteriormente, si trovavano dei molari atti a triturare la vegetazione. Nel 2003, le ultime cinque vertebre della coda fuse insieme, sono state descritte come pigostilo.

### Piumaggio
Le impronte di pelle ritrovate nell'olotipo di B. inexpectus indicano che il corpo di questo animale era prevalentemente ricoperto da piume lanuginose, simili a quelle riscontrate in Sinosauropteryx, ma più lunghe e filamentose. Xu et al. , che descrissero il campione, ha ipotizzato che queste piume rappresentino uno stadio intermedio tra le piume lanuginose di Sinosauropteryx e quelle degli uccelli moderni (Aves). La coda era ricoperta di piume di lunghezza compresa tra i quattro e i sette centimetri, costituita da filamenti paralleli con una larghezza di 1,5 millimetri, senza traccia di piume ornamentali.
Unico tra i teropodi noti, il Beipiaosaurus possedeva anche una seconda tipologia di piume più lunghe e semplici che spuntavano al di sopra dello strato di piume lanuginose. Queste insolite piume (note come EBFFs) furono descritte per la prima volta da Xu et al. nel 2009, sulla base di un campione costituito dal tronco, la testa e il collo.
Gli EBFFs differiscono da altri tipi di piume, in quanto costituiti da un unico filamento ramificato. La maggior parte degli altri dinosauri piumati possedevano piume composte da due o più filamenti ramificate fuori da una base comune. Le EBFFs del Beipiaosaurus, invece, sono molto più lunghe rispetto ad altri tipi di piume primitive, misurando circa 100-150 millimetri di lunghezza, circa la metà della lunghezza del collo. Nel Sinosauropteryx le piume più lunghe erano circa il 15% della lunghezza del collo. Queste strane piume, oltre ad essere stranamente lunghe, erano anche insolitamente ampie, avendo fino a 3 mm di larghezza. Le ampie piume del Sinosauropteryx erano larghe solo 0,2 mm, e erano leggermente più ampie in animali più grandi come Dilong. Il fatto che nessun EBFFs fosse curvo o piegati (oltre un ampio arco) indica che queste piume dovevano essere piuttosto rigide e probabilmente erano cavi, almeno alla base.
In una intervista del 2009, Xu Xing ha affermato che: "Entrambi i tipi di piume non sono, sicuramente, atte al volo". Egli ha ipotizzato che le piume più fini servivano come un cappotto per scaldarsi e proteggersi dal freddo e che le piume più lunghe (EBFFs) erano ornamentali, forse per le interazioni sociali come l'accoppiamento e la comunicazione.

## Scoperta
Nel 1996, il contadino Li Yinxian, scoprì lo scheletro di un teropode, vicino al villaggio di Tetraena. Nel Maggio 1999, la rivista Nature, annunciò la scoperta e presentò l'animale con il nome di Beipiaosaurus inexpectus, descritto da Xu Xing e i suoi colleghi. Il nome generico Beipiaosaurus significa "lucertola di Beipiao", ossia la città cinese presso la quale è stata effettuata la scoperta. Il nome specifico inexpectus, invece, significa letteralmente "inaspettato", riferendosi alle insolite caratteristiche di questo animale.
L'olotipo di Beipiaosaurus inexpectus (IVPP V11559) fu recuperato nella formazione Yixian, nella provincia di Liaoning, in Cina. Attualmente l'olotipo si trova all'Istituto di Paleontologia e Paleoantropologia, di Pechino. L'esemplare è costituito da uno scheletro parziale disarticolato appartenuto ad un esemplare sub-adulto. Tra le ossa recuperate ci sono: parte del cranio, la mandibola, alcuni denti, tre vertebre cervicali, quattro vertebre dorsali, quattro costole, due vertebre sacrali, venticinque vertebre caudali, un pigostilo, un arto anteriore completo dotato di lunghi artigli e resti di tegumento, tra cui piume.
Un secondo esemplare (STM 31-1) consistente anch'esso in uno scheletro parziale, è stato descritto da Xu et al. nel 2009. Il tratto distintivo di questo fossile era l'eccezionale stato di conservazione delle piume, che apparivano filamentose e allungate.

## Paleoecologia

### Fauna e habitat
Gli studiosi suggeriscono che il paleoambiente della Formazione Yixian, era soggetto a cambiamenti climatici stagionali, con climi caldi e umidi, punteggiati da stagioni secche, in cui l'ambiente diventava più arido. La temperatura media annua durante il periodo in cui visse il Beipiaosaurus era di circa 10 gradi celsius (50 gradi fahrenheit), con inverni relativamente freddi, per il clima dell'era Mesozoica.
La Formazione Yixian è ben nota per la sua grande varietà di esemplari ben conservati, come i tirannosauroidi Yutyrannus e Dilong, il microraptorine Graciliraptor, il troodontide Mei, il dromaeosauride Tianyuraptor, il grande compsognathide Sinocalliopteryx e i grandi dinosauri erbivori come l'adrosauride Bolong e il sauropode Dongbeititan.
Altri contemporanei non dinosauri, del Beipiaosaurus includevano gamberetti, chiocciole e lumache, così come un gruppo eterogeneo di insetti e pesci, come Lycoptera. La maggior parte dei vertebrati di questa formazione hanno dimostrato una tendenza alla vita arboricola, tra cui molti uccelli arboricoli e mammiferi e lucertole arrampicatori. La flora era costituita da una vegetazione subtropicale e temperata, dominata da conifere, felci, cicadi ed equiseti.
Come la maggior parte dei Therizinosauri, il Beipiaosaurus inexpectus conduceva una vita simile a quella degli odierni gorilla o ai bradipi terricoli del Pleistocene, aggirandosi in piccoli gruppi nelle foreste usando i lunghi arti per afferrare i rami della vegetazione di cui si nutriva. I lunghi artigli, probabilmente, servivano per afferrare meglio il cibo e per difendersi dai predatori del sottobosco come lo Yutyrannus e il Dilong